# 微暴力
微暴力是指LGBT人士、贫困人群和残疾人群等被社會排斥的人群在日常生活中感到遭到他人轻视，无论這種輕視是有意还是无意的，這些輕視都讓部分人群感到被敌視以及被贬低。有時候這些人群感到對方的言論冒犯了自己，他們認為對方是基於自己的身份才講出這種話。講出令對方感到冒犯的話的人可能是出於善意的，而且他們也不會預料到這些話講出來會令對方感到冒犯。
微暴力这个概念由哈佛大学的精神病学家切斯特·M·皮尔斯于1970年提出，當時他目睹其它族群經常侮辱和忽视非洲裔美国人，於是他就提出了這個概念。